# Phyllopodopsyllus thiebaudi
Phyllopodopsyllus thiebaudi är en kräftdjursart som beskrevs av Petkovski 1955. Phyllopodopsyllus thiebaudi ingår i släktet Phyllopodopsyllus och familjen Tetragonicipitidae. Inga underarter finns listade i Catalogue of Life.